# Temptation Island (prima edizione)
La prima edizione del reality show Vero amore (reintitolato poi dopo 9 anni come Temptation Island ) è andata in onda ogni giovedì in prima serata su Canale 5 dal 19 maggio al 9 giugno 2005 per quattro puntate con la conduzione di Maria De Filippi che ha condotto il programma dal teatro 5 di Cinecittà.
I protagonisti della trasmissione alloggiarono per quaranta giorni in un lussuoso villaggio di Castellaneta Marina, località pugliese della provincia di Taranto. In questa edizione, non tutte le coppie uscirono "indenni" dal programma. Giuseppe Lago si separò dalla sua fidanzata Francesca Morana per frequentare Erminia Castriota (ex compagna dell'onorevole pugliese Raffaele Fitto), con la quale avrebbe poi vissuto una storia d'amore di due anni. Nunzia Sammarco lasciò il fidanzato Igor e partecipò l'anno successivo a Uomini e donne per corteggiare Alessandro Genova.

## Le coppie
- Legenda:

     La coppia ha deciso di uscire insieme / La coppia è ancora insieme.
     La coppia ha deciso di uscire separati / La coppia si separa dopo il programma.
     La coppia è stata espulsa.
Al programma hanno partecipato le cinque seguenti coppie:
| Coppia | Coppia            | Relazione            | Decisione Finale | Dopo Vero amore |
| n°     | Partecipanti      | Relazione            | Decisione Finale | Dopo Vero amore |
| ------ | ----------------- | -------------------- | ---------------- | --------------- |
| 1      | Emanuele Armiento | fidanzati da 11 anni | Insieme          | Separati        |
| 1      | Karina Cascella   | fidanzati da 11 anni | Insieme          | Separati        |
| 2      | Giuseppe Lago     | fidanzati da 8 mesi  | Separati         | Separati        |
| 2      | Francesca Morana  | fidanzati da 8 mesi  | Separati         | Separati        |
| 3      | Igor Cetrangolo   | fidanzati da 2 anni  | Separati         | Separati        |
| 3      | Nunzia Sammarco   | fidanzati da 2 anni  | Separati         | Separati        |
| 4      | Edoardo           | fidanzati da 6 anni  | Insieme          | N.D.            |
| 4      | Bianca            | fidanzati da 6 anni  | Insieme          | N.D.            |
| 5      | Andrea            | fidanzati da 5 anni  | Insieme          | N.D.            |
| 5      | Michela           | fidanzati da 5 anni  | Insieme          | N.D.            |

## Tentatrici
Le tentatrici che hanno partecipato a questa edizione sono 3:
- Erminia Castriota
- Valentina Riccardi
- Eleonora Attanasio

## Tentatori
I tentatori che hanno partecipato a questa edizione sono 4:
- Salvatore Angelucci
- Marcelo Fuentes
- Cristiano Angelucci
- Alessandro Genova

## Ascolti
| Puntata | Messa in onda  | Telespettatori | Share  | Fonte |
| ------- | -------------- | -------------- | ------ | ----- |
| 1       | 19 maggio 2005 | 4 367 000      | 20,62% | [ 1 ] |
| 2       | 26 maggio 2005 | 4 130 000      | 21,04% | [ 2 ] |
| 3       | 2 giugno 2005  | 4 218 000      | 21,87% | [ 3 ] |
| 4       | 9 giugno 2005  | 6 252 000      | 30,38% | [ 4 ] |
| Media   | Media          | 4 742 000      | 23,48% |       |